# Le Cahier volé (roman)
Le Cahier volé est un roman de Régine Deforges publié en 1978.

## Résumé
À la sortie de l'école privée, Jean Claude vient chercher Léone, 15 ans, un soir et lui fait l'amour dans la campagne. Pendant les vacances, elle part et écrit à Jean-Claude dans son cahier intime. De retour, les gendarmes convoquent ses parents pour outrage aux mœurs avec sa copine Mélie, dans le cahier de Léone qu'Alain (un copain) leur a donné. Elle a écrit qu'elle faisait l'amour avec Mélie. Son père part en Afrique pour le travail. Elle frappe Jean-Claude en pensant qu'il est dans le coup. Alain propose de lui rendre le cahier si elle promet de quitter Mélie. Elle refuse et lui lance une bouteille sur la tête. Léone et sa sœur sont renvoyées de l'institution. Alain lui fait jurer de ne plus voir Mélie et lui rend le cahier. Mais elles refont l'amour. Mélie lui apporte ses cours tous les jours. Ils déménagent en Afrique et elle fait ses adieux à Mélie.

## Autour du roman
Premier roman de Régine Deforges, Le Cahier volé est un roman autobiographique. L'auteure s'inspire d'un épisode de sa jeunesse, en 1951 à Montmorillon. Régine Deforges avait vécu à l'époque le rejet de son homosexualité par la société de la ville.
Régine Deforges et son amie d'alors, Manon Abauzit, reviennent sur les événements dans un livre, Les Filles du cahier volé, illustré de photographies de Leonardo Marcos, avec un texte de Sonia Rykiel, publié aux éditions de la Différence en 2013.

## Adaptation
- Le roman a été adapté au cinéma par Christine Lipinska en 1993.